# Галліполіс (Огайо)
Галліполіс (англ. Gallipolis) — селище (англ. village) в США, в окрузі Галлія штату Огайо. Населення — 3313 особи (2020).

## Географія
Галліполіс розташований за координатами 38°49′13″ пн. ш. 82°11′27″ зх. д. / 38.82028° пн. ш. 82.19083° зх. д. (38.820155, -82.190916).  За даними Бюро перепису населення США в 2010 році селище мало площу 9,91 км², з яких 9,32 км² — суходіл та 0,59 км² — водойми.

## Демографія
Згідно з переписом 2010 року, у селищі мешкала 3641 особа в 1576 домогосподарствах у складі 854 родин. Густота населення становила 367 осіб/км².  Було 1869 помешкань (189/км²).
Расовий склад населення:
| - 89,7 % — білих - 5,1 % — чорних або афроамериканців - 1,1 % — азіатів - 0,6 % — корінних американців |

До двох чи більше рас належало 3,0 %. Частка іспаномовних становила 1,2 % від усіх жителів.
За віковим діапазоном населення розподілялося таким чином: 18,9 % — особи молодші 18 років, 60,3 % — особи у віці 18—64 років, 20,8 % — особи у віці 65 років та старші. Медіана віку мешканця становила 44,6 року. На 100 осіб жіночої статі у селищі припадало 93,3 чоловіків;  на 100 жінок у віці від 18 років та старших — 87,5 чоловіків також старших 18 років.
Середній дохід на одне домашнє господарство  становив 52 756 доларів США (медіана — 35 334), а середній дохід на одну сім'ю — 64 160 доларів (медіана — 35 938). Медіана доходів становила 41 587 доларів для чоловіків та 27 083 долари для жінок. За межею бідності перебувало 28,1 % осіб, у тому числі 40,6 % дітей у віці до 18 років та 13,3 % осіб у віці 65 років та старших.
Цивільне працевлаштоване населення становило 1282 особи. Основні галузі зайнятості: освіта, охорона здоров'я та соціальна допомога — 30,0 %, роздрібна торгівля — 16,4 %, виробництво — 9,2 %, науковці, спеціалісти, менеджери — 7,6 %.